# Орден Домініканців
Домініка́нці — члени католицького чернечого О́рдену пропові́дників (лат. Ordo Praedicatorum; O.P.), більш відомого як О́рден домініка́нців. Орден заснований 1215 року в Тулузі іспанським монахом Домініком де Гусманом. Схвалений 22 грудня 1216 року Папою римським Гонорієм III, буллою «Religiosam vitam». Членами ордену є католицькі священники (отці-монахи), а також брати-монахи, монахині, а також миряни-помічники. Покликаний проповідувати Євангеліє й протистояти єресям всередині Церкви. Відомий завдяки розбудові європейської освіти у середньовіччі, витворенню схоластики; захисту Церкви від єретичних вчень та постанню інквізиції в ранньомодерну добу. З лав Ордену вийшли видатні мислителі такі як Тома Аквінський, Томмазо Кампанелла, Майстер Екгарт та інші. Найбільший освітній заклад домініканців — Папський університет святого Томи Аквінського в Римі, Італія. В Україні домініканці присутні з 1233 року. У Києві діє філія Папського університету Інститут релігійних наук святого Томи Аквінського. Девіз — «Прославляти, Благословити, Проповідувати» (лат. Laudare, Benedicere, Praedicare). Також — брати проповідники.

## Організація
Традиційним символом домініканського ордену був чорний із білими плямами собака, що тримав у зубах палаючий смолоскип — вогонь істини. Цей образ виник завдяки грі латинських слів: монахів часто називали домініканцями (лат. Dominicanes), що означало послідовники Домініка; однак їхню назву можна перекласти і як «пси Господні» (лат. Domini canes). На терені України цей символ побутував на печатках деяких міст і містечок, що за часів Речі Посполитої були осередками згаданого ордену (Мрина на Чернігівщині, Козина на Волині, Давидова на Львівщині тощо).
Основні сфери діяльності домініканців — проповідь Євангелія, вивчення наук, освіта, боротьба з єресями, місіонерська діяльність.
На чолі ордену стоїть генеральний магістр. З вересня 2010 року генеральним магістром домініканців є Брюно Кадоре, француз, а з 2019 року — Герард Тімонер, філіпінець. Генеральний магістр Ордену вибирається Генеральним капітулом терміном на 9 років, з можливістю переобрання один раз. Кожну провінцію ордену очолює провінційний пріор, якого обирая Провінційний капітул терміном на 4 роки з можливістю переобрання на другий термін, кожну більшу чернечу громаду, що має статус "конвенту" — конвентуальний пріор, якого вибирає Капітул конвенту на 3 роки, з можливістю переобрання на другий термін, а меншу, яка має статус "дому" — настоятель, якого призначає Провінційний пріор. Вони несуть відповідальність перед загальними зборами — Конвентуальним, Провінційним або Генеральним капітулом.
На чолі чину стоїть генерал Ордену, який підпорядковується Папі. Домініканці займають важливі державні пости у Ватикані. Сьогодні домініканці — один з найвпливовіших католицьких монаших чинів.
Домініканський орден має третю гілку — терціаріїв, людей що приносять обітниці, але залишаються у світі і живуть духовним життям ордену. Це домініканці-миряни. Сам Домінік заснував під ім'ям «Міліції Ісуса Христа» союз мирян обох статей для захисту церкви і з метою прагнення до моральної досконалості.
Одяг ордену — біла відлога, шкіряний пояс з вервечкою, біла пелерина з відлогою і чорний плащ з чорною пелериною і відлогою.

## Історія
У 1214 році навколо Домініка де Гусмана в Тулузі утворилася перша громада. Статут був затверджений двома роками пізніше папою Гонорієм III. Орден швидко поширився у Франції (тут домініканці спочатку називалися якобитами, тому що перша резиденція ордену в Парижі була при церкві св. Якова), Іспанії і Італії. Найважливішим напрямом діяльності домініканців було поглиблене вивчення теології з метою підготовки грамотних проповідників. Центрами ордену стали Париж і Болонья — два найбільших університетських міст Європи. У 1221 році домініканці мали 70 монастирів, у 1256 році в ордені було 7000 ченців.
Домініканці заснували власні навчальні заклади (у Болоньї, Кельні, Оксфорді та ін), очолювали богословські кафедри в університетах Парижа, Падуї, Праги та інших. З XIII століття домініканці розгорнули широку місіонерську діяльність, заснували безліч монастирів (зокрема, під Києвом, в Ірані, Китаї). У 1318 році домініканці зуміли організувати в Персії, яка перебувала під владою монголів, архієпархію.
На першому генеральному капітулі в Болоньї, в 1220 році, домініканський орден був оголошений жебручим: на його членів покладено обов'язок відмовитися від будь-якого майна і доходів і жити милостинею. Ця постанова дотримувалася не повністю, тож 1425 року була скасована папою Мартіном V. У 1227 домініканці здобули право повсюдної проповіді і сповіді. Третій генеральний магістр ордену, святий Раймунд де Пеньяфорт, видав у 1238 році збірку його статутів.
На чолі ордену стоїть магістр, який обирався спочатку довічно, а потім на фіксований термін. У кожній країні є провінційний пріор, у кожному окремому поселенні, що має не менше 12 осіб — конвентуальний пріор. Над ними головує капітул, тобто загальні збори, які скликаються один раз на три роки. Головне завдання нового ордену полягало в місіонерській діяльності серед невірних, але разом з тим він ревно займався церковними проповідями і богослов'ям.
До домініканців належали видатні філософи-схоласти (Альберт Великий, Тома Аквінський) і містики (Майстер Екгарт, Джироламо Савонарола, Йоганн Таулер).
З XIII ст. домініканці розгорнули широку місіонерську діяльність у багатьох країнах світу, в тому числі в Україні. У 1233 заснував монастир під Києвом чернець Яцек Одровонж (пол. Jacek Odrowąż, лат. Hyacintus, укр. Йоакинф Одровонж). Домініканські монастирі існували в Україні у ХІІІ–XVII ст., а на західно-українських землях до 1939.

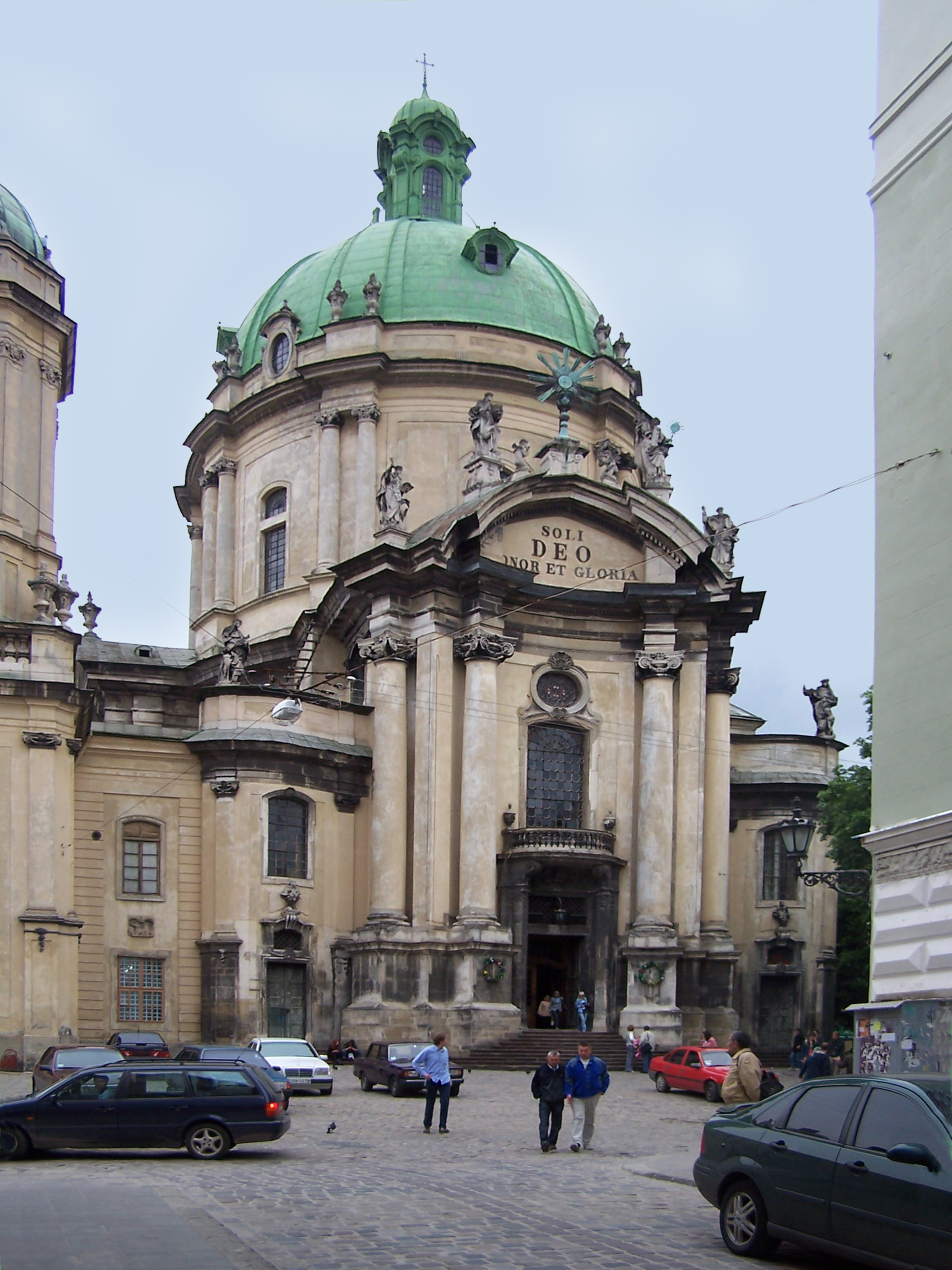
Костел монастиря домініканців у Львові

Вибравши шлях жебручих проповідників Євангелія, для боротьби з альбігойцями (катарами), домініканці згодом і далі бути охоронцями основ віри. У 1232 році для боротьби проти єретичних рухів у відання ордену була передана інквізиція. Magister sacri palatii, який завжди обирався з домініканців, керував вищою цензурою. 

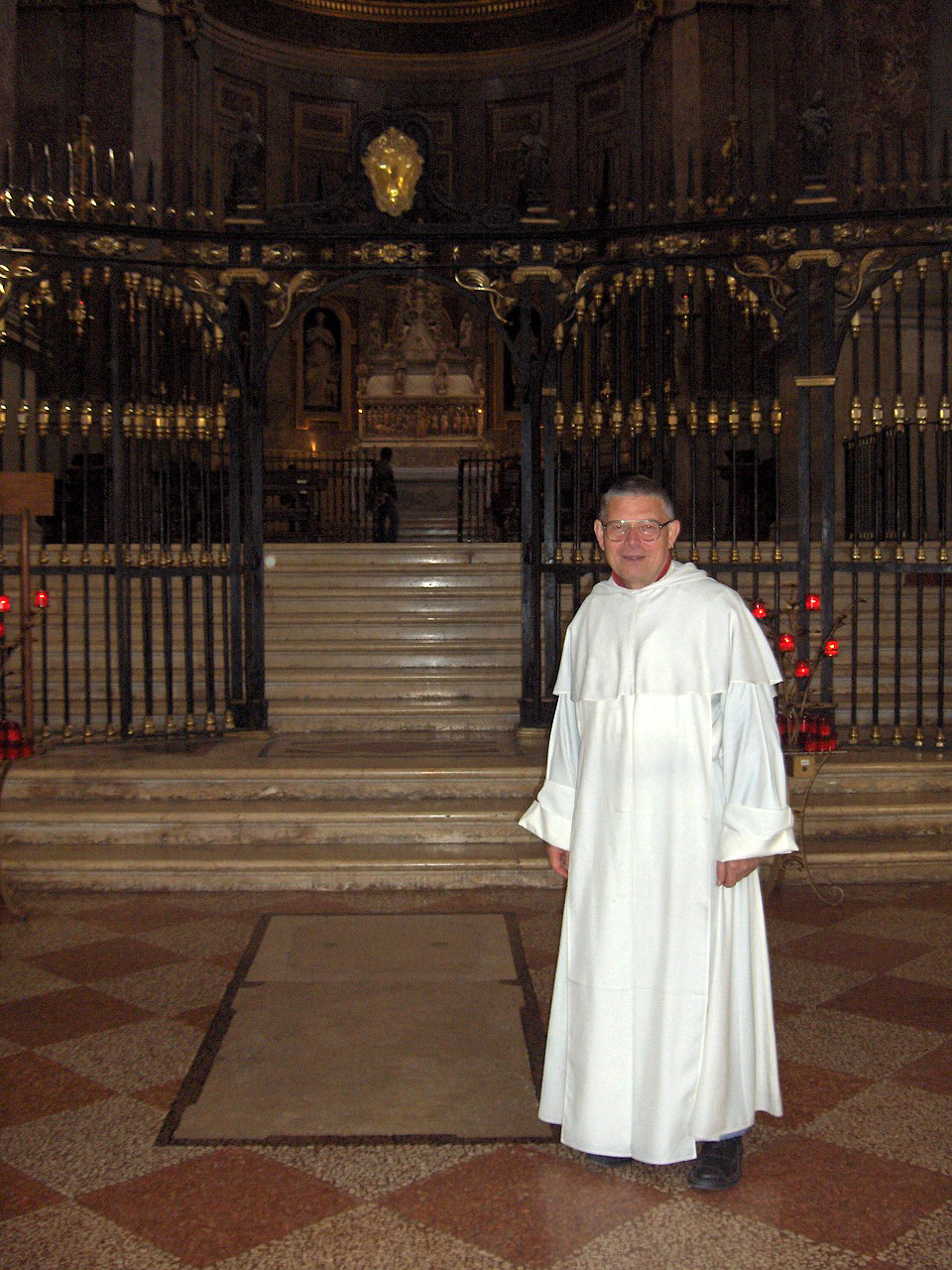
Домініканець в облеченні

В епоху найбільшого розквіту орден домініканців налічував до 150 000 членів в 45 провінціях (з них 11 поза Європою) і 12 громад під управлінням самостійних генерал-вікаріїв. Пізніше домініканці були відтіснені єзуїтами від шкіл та проповіді при дворах, а почасти й від місіонерської діяльності. На кінець XIX століття вони існували в Італії, Іспанії, Австрії, їхні місії були в Америці і Ост-Індії.
Жіночі домініканські монастирі, числом до 300, на кінець XIX століття існували в Італії, Австрії, Бельгії, Америці, Польщі. Згоромадження сесер Домініканок у Польщі заснувала 1861 року Колумба Білецька родом з Львівщини. Черниці займалися рукоділлям. Одяг їх білий, з чорним плащем і велоном. Відома з сестер цього ордену — свята Катерина Сієнська.
У XVI столітті домініканські проповідники з'явилися в Латинській Америці. Багато домініканців, наприклад, Бартоломе де Лас Касас, виступали на захист прав індіанців у колоніях.
У XVII–XVIII століттях діяльність ордену істотно обмежувалася як світською, так і церковною владою. Сильний удар по домініканських монастирях в Північній Європі завдала Реформація.
У XIX столітті становище ордену стабілізувалося, домініканські монастирі розвивалися в Європі, Латинській Америці та на Філіппінах. Бурхливо розвивається орден у США й Канаді.
У XX столітті орден зазнав нових потрясінь — вигнання в 1910 році з Мексики, масові вбивства домініканських ченців під час громадянської війни в Іспанії, гоніння в комуністичних країнах. Однак до кінця XX століття стан ордену знову стабілізувався — у 1980-х роках домініканці володіли монастирями в 50 країнах світу.

## Теперішній стан
У 2010 році орден нараховував 5906 ченців (з них 4456 священиків). Вони служать в 607 парафіях.

## Святі домініканці

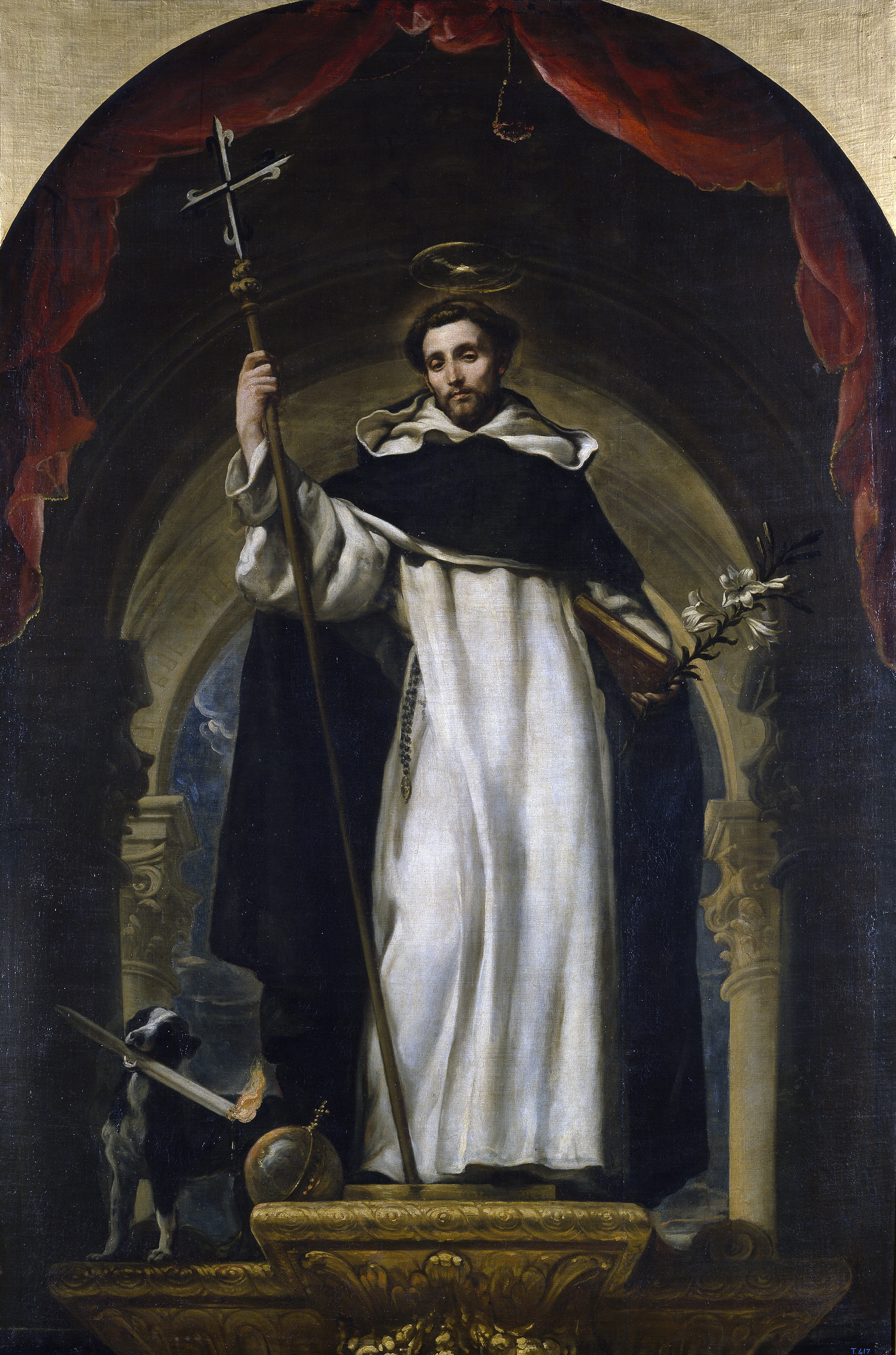
Худ. Клаудіо Коельо, Іспанія. Св. Домінік.

- Домінік де Гусман (1170—1221) — засновник ордену проповідників
- Реймунд де Пеньяфорт (1175—1275) — богослов і каноніст
- Яцек Одровонж (1183/1185-1257) — місіонер, згідно з переказом, що досягав у ході місії берегів Дніпра (м. Києва)
- Альберт Великий (бл. 1193—1280) — філософ-схоласт, богослов
- Тома Аквінський (1225/1226-1274) — середньовічний філософ і богослов
- Інокентій V (бл. 1225—1276) — папа римський
- Маргарита Угорська (1242—1270) — принцеса з династії Арпади
- Бенедикт XI (1240—1304) — папа римський
- Генріх Сузо (1295/1297-1366) — поет і філософ-містик
- Катерина Сієнська (1347—1398) — учитель церкви, терціарка
- Вікентій Феррер (1350—1419) — філософ, богослов і проповідник
- Фра Анджеліко (1400—1455) — видатний художник епохи Раннього Відродження
- Пій V (1504—1572) — папа римський
- Мартін де Поррес (1579—1639) — лікар, перший темношкірий американець, канонізований католицькою церквою (в 1962р).
- Павло та 90 сподвижників
- Катерина Которська

## Видатні домініканці

### Святі й блаженні
- Жуана Португальська, блаженна.

### Інші

Титульна сторінка «Трактату» Гашпара да Круш — першої європейської книги про Китай

- Джіамбаттіста Аудіфреді, (1714 −1794) — астроном і бібліограф
- Вінсент із Бове (1190—1264) — теолог, енциклопедист, філософ і педагог
- Маргарета Ебнер — (бл. 1291—1351) — візіонерка і містична письменниця
- Майстер Екгарт (1260—1328) — теолог і філософ, один з найбільших християнських містиків
- Яків Ворагинський (1230—1298) — духовний письменник
- Петрус де Дація (1235—1289) — перший шведський письменник
- Андре де Лонжюмо (XIII століття) — дипломат
- Йоганн Таулер (1300—1361) — містик і проповідник
- Торквемада Томас (1420—1498) — перший великий інквізитор Іспанії
- Якоб Шпренгер (1436—1495) — вважається співавтором книги «Молот відьом»
- Фелікс Фабер (1441—1502) — мандрівник, історик
- Джироламо Савонарола (1452—1498) — флорентійський проповідник та громадський реформатор
- Йоганн Тецель (бл. 1465—1519) — став відомим поширенням індульгенцій, виступив зі спростуванням 95 тез Лютера
- Антоніо де Монтесінос — монах, який був першим з духовенства, хто публічно засудив усі форми поневолення корінних народів Америки.
- Педро де Кордова — (1460—1525), пріор домініканського монастиря, який підтримував діяльність Лас Касаса і Монтесиноса
- Фра Бартоломео (1469—1517) — художник, один з представників флорентійської школи живопису
- Бартоломео де Лас Касас (1484—1566) — захисник прав індіанців, противник рабства; єпископ
- Себастьян де Фуенлеаль (бл. 1490—1547) — єпископ Санто-Домінго, виконував обов'язки голови Другої Аудіенції
- Луїс де Гранада (1504—1588) — богослов і один з великих містиків Іспанії
- Гашпар да Круш (бл. 1520—1570) — місіонер, автор першої європейської книги про Китай
- Луїс де Леон (1528—1591) — поет-містик, релігійний письменник, перекладач священних текстів і літературних творів
- Джордано Бруно (1548—1600) — вчений і поет, пізніше пішов з ордену
- Жак Клеман (1565—1589) — вбивця французького короля Генріха III Валуа
- Томазо Кампанелла (1568—1639) — філософ, письменник-утопіст
- Бенедикт XIII (1649—1730) — Папа Римський
- Жан Батист Лаба (1663—1738) — місіонер та мандрівник
- Жан-Батист Анрі Лакордер (1802—1861) — письменник і богослов, багато зробив для відродження ордену в 19 столітті
- Лагранж Марі-Жозе (1855—1938) — богослов
- Ів Конґар (Yves Congar) (1904—1995), французький католицький теолог, представник «нової теології» (Nouvelle theologie), один з експертів II Ватиканського собору.
- Жорж-Домінік Бенкет (1910—1969) — лауреат Нобелівської премії (1958)
- Бруно Хуссар (1911—1996) — засновник Неві Шалом (Оаза Миру)
- Бернардо де Луго — лінгвіст, укладач першої граматики мови чибча-муісків.
- Марсель Дюбуа (1920—2006) — богослов, викладач Єврейського Університету (м. Єрусалим), настоятель івритомовних католицької громади.
- Жорж-Марі-Мартен Котте (нар. 1922) — кардинал, теолог та філософ
- Крістоф Шенборн (нар. 1945) — кардинал, архієпископ Віденський, теолог
- Жорж Пір, лауреат Нобелівської премії миру (1958)[1]
- Ґруневеґ Мартін